# 海岸寺 (小平市)
海岸寺（かいがんじ）は、東京都小平市にある臨済宗妙心寺派の寺院。

## 歴史
創建年代は不明である。当初は武蔵国秩父郡（現・埼玉県秩父市）の三峰山に位置していた。
当地は、かつて「野中新田」と呼ばれており、新田開発のときから寺院創建を希望していた。この地には、もともと武蔵国豊島郡日暮里村（現・東京都荒川区西日暮里）の南泉寺が所有する「宝林庵」という庵があった。この庵を寺院化するため、「三峰山の当寺の移転」という体裁で、1736年（元文元年）に創建したという。ところが肝心の堂宇が完成できなかったため、これまで越中国射水郡（現・富山県高岡市）の国泰寺の末寺であったが、江戸の済松寺の末寺となり、堂宇を完成させた。
かつての本堂は1783年（天明3年）に建築されたものであるが、老朽化が甚だしかったため、1958年（昭和33年）に改築された。

## 交通アクセス
- 路線バス小金井橋停留所より徒歩4分。